# ゴッドマン (インド)
ゴッドマンとは、主にインドで用いられる俗称で、ヒンドゥー教のカリスマ的な行者を指す言葉。また、カルト信者より半ば神のように崇拝されるカリスマ的グルを指す。しばしば、際立った存在感をもち、広く社会からの注目と支持を集めることができる。ともすれば、ゴッドマンは治癒能力、未来予知と改変、読心などの超能力をもつと主張する。

## 概要
ゴッドマンは特別な人間として崇拝され、しばしばその信奉者たちから礼拝を受ける。ゴッドマンのうちのいくつかは既存の確立された宗派から生まれるが、通常は何らかの宗教的権威には属さない。近年は、多くのゴッドマンがインド国外で多くの信奉者を獲得し、名声と富を得ている。
特筆すべきゴッドマンとしては非常に多くの信奉者を獲得したサイババが挙げられる。サイババはヴィブーティー（vibhuti, 聖灰）や時計、宝石などを出現させる奇跡を起こせると主張することで知られる。また、病院や大学の設置などの慈善事業に関与した。
また、信奉者たちから女神のように崇拝される女性のグルも存在し、そのうちのいくつかは著名な男性グルの妻や協力者である。信奉者たちによって生き神や聖者として敬られる女性グルとしては、ミラ・アルフレッサ、アーナンダマイー・マー、マーター・アムリターナンダマイー、マザー・ミーラなどが挙げられる。
自身の超能力の科学調査を許可したゴッドマンがわずかながら存在し、スワミ・ラマは1970年頃メニンガー財団のエルマー・グリーンによるバイオフィードバック調査へと協力したことで著名となった。

## 政治的支援
ゴッドマンのうちいくつかは政治家や政府高官などの後援者を持つ。サイババはインド人民党のラール・クリシュナ・アードヴァーニーなどの政治に携わる何人かの信奉者を持った 。
2001年には、サイババを告発から擁護する公式書簡が発行され、これにはバジパイ首相や元主席判事のバグワティにミスラ、かつて内務大臣を務めたシブラージ・パティルらが署名した。
2006年には、ラビ・シャンカールがアメリカ合衆国下院議員のジョセフ・クローリーの推薦により、ノーベル平和賞候補にノミネートされた。元大統領のプラティバ・パティルは、2007年6月にダダ・レクラジから訪問され大統領任命の予知を受けたと主張した。
2013年9月、ショブハン・サルカールは19世紀の王ラオ・ラージャ・ラム・バクシュ・シンの宮殿の下に黄金が埋められてると夢で告げられたと預言した。サルカールの門弟の一人が、当時の食品加工産業省の大臣であったチャラン・ダス・マハントに連絡を取ると、マハントは順に様々な官庁職員の説得を行った。のちの10月12日、インド考古調査局がこの遺跡の調査の実施を行い、15日にはこの発掘を発表した。11月18日、金の痕跡がないことがはっきりしたため、インド考古調査局は発掘を中止し、掘削跡を埋め戻した（ウンナーオ埋蔵金事件）。

## 懐疑論・暴露
インドの合理主義者団体は「奇跡」と呼ばれるものが実際には手品によって行われていることを示すセミナーを開催している。インド合理主義者協会の会員たちはインドの村々を渡って「奇跡」の正体を暴くショーを行い、村民がゴッドマンへ金品を支払わないよう指導している。盲信撲滅委員会や「私たちは賢い」運動もまた、また、霊的指導者・グルの虚偽を暴露することに積極的に取り組んでいる。

### よくある奇跡とその手法
- 毛布に包まれた人物が空中浮揚する。：床に横たわった人が毛布で覆われゆっくりと浮かび上がるこのトリックは、2本のホッケースティックを利用し自身を持ち上げることで行われる[17]。
- 杖で支えられた人物が空中浮揚する。：このトリックでは手に持った竹杖だけで敷物の上を浮揚するように見える。実際には中空の竹杖と演者の衣の中には人の体重を支えられる支えが入っており、竹杖の中を通り敷物の下に固定されている[18]。
- 聖水を振り掛け岩を爆発させる。：岩には固体のナトリウムが埋め込まれており、水と反応して瞬間的に爆発する[17]。
- ギーを木材に注ぎ火を起こす。：木材には過マンガン酸カリウムが含まれており、ギーとして流されたグリセリンと反応し発火する[17][18]。
- 火を食べたり、手のひらで炎を運ぶ。：このトリックには樟脳が用いられる。樟脳の炎は訓練により数秒間であれば安全に持つことができる。これは舌の上でも同じであり、樟脳が熱くなりすぎた場合には演者は息を吐いて口を閉じて消火する[18]。
- 燃える炭火の上を歩く。：炭の上に水分を吸収する塩が撒かれている。演者は足を水で濡らしたうえで故意に汚して層を作る。速やかにわたり切れば演者は火傷しない[18]。

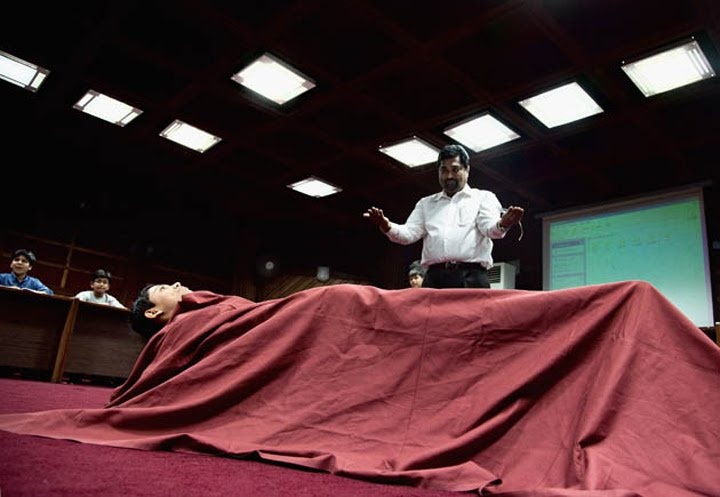
空中浮揚を演じるサナル・エダマルク（英語版）。
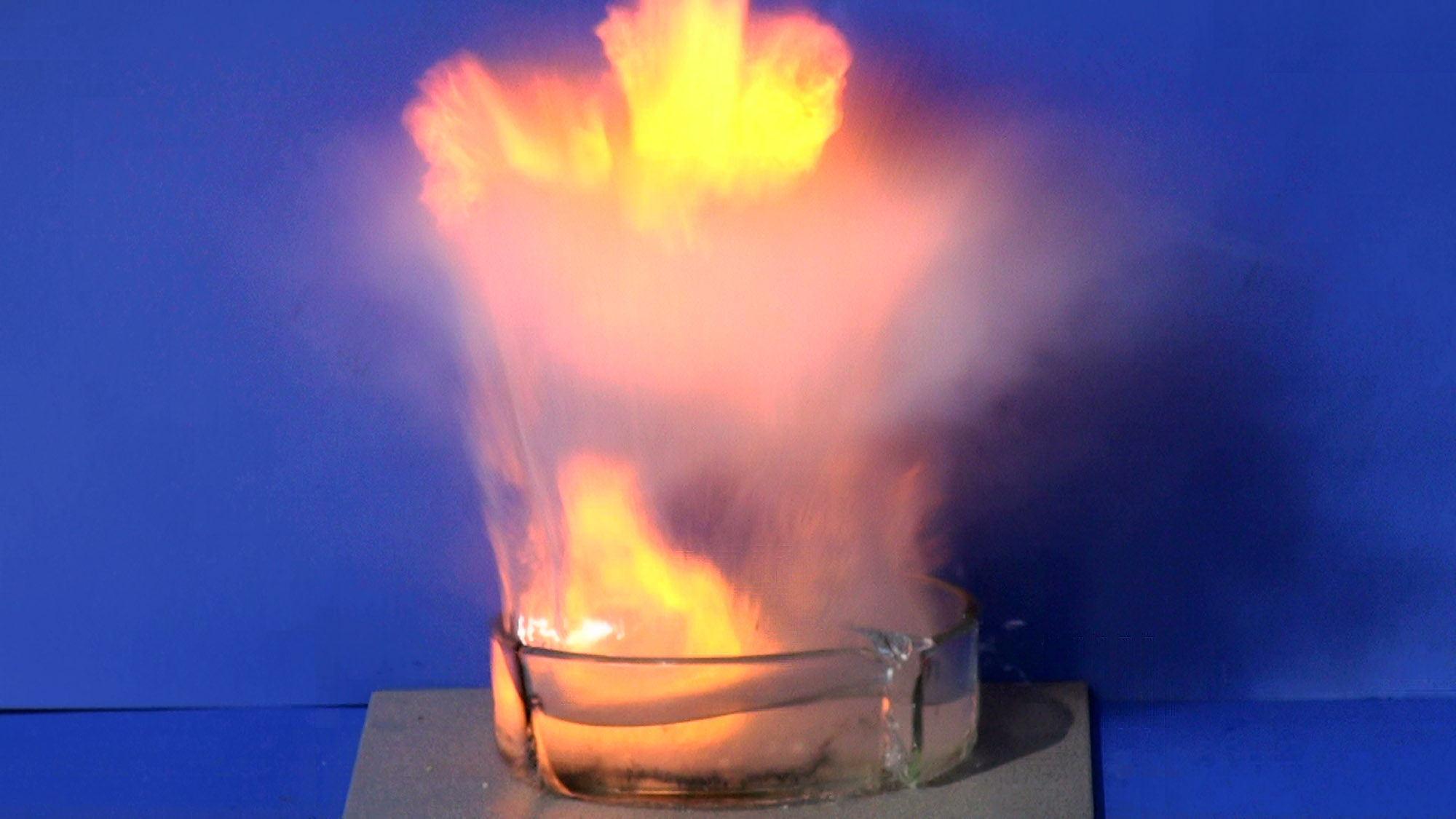
水と反応する固体ナトリウム。

## 用語への批判
霊的指導者のひとりラビ・シャンカールは「ゴッドマン」という言葉の使用に異議を唱え、この代わりに自身の活動には「グル」を選んで用いている。記者のフランソワ・ゴーティエはシャンカールの団体である「アートオブリビング」が多くの社会活動を行っていることを理由に、シャンカールとサイババの説明に「ゴッドマン」を用いることに反対している。

## 代表的なゴッドマン
- サティヤ・サイ・ババ[22]
- ラジニーシ[22]
- ラームデーヴ（英語版）[22]
- ラームパール（英語版）[22][23]
- ガーミート・ラミ・ラヒム・シン（英語版）[22][23]
- チャンドラスワミ（英語版）[23]
- アサラム・バプ（英語版）[22][23]
- スワミ・ニトヤナンダ（英語版）[22][23]
- ジャエンドラ・サラスワティ（英語版）[22][23]
- プレマナンダ（英語版）[23]

## 関連書籍
- Brent, Peter Ludwig (1972). Godmen of India. London: Allen Lane. ISBN 9780140034608. OCLC 899490216
- Kovoor, Abraham T. (2014). Begone Godmen. Mumbai: Jaico Publishing House. ISBN 9788172243319. OCLC 899490216
- Singh, Khushwant (1975). Gurus, godmen, and good people. Bombay: Orient Longman. ISBN 9780318366722. OCLC 2119212